# Marta nord-americana

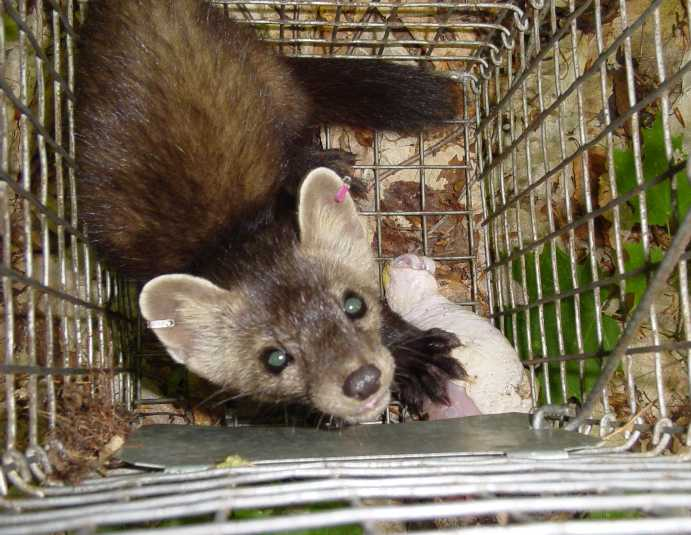
Marta nord-americana

La marta nord-americana o el mart americà (Martes americana) és una espècie de mamífer pertanyent a la família dels mustèlids.

## Distribució geogràfica
Es troba a Nord-amèrica: el Canadà i els Estats Units.

## Subespècies
- Martes americana abieticola (Preble, 1902).[4] Nord-amèrica: Manitoba i Saskatchewan[5]
- Martes americana abietinoides (Gray, 1865).[6] Colúmbia Britànica, Nord-amèrica[5]
- Martes americana actuosa (Osgood, 1900).[7] Nord-amèrica: Alaska, Yukon, Colúmbia Britànica i Alberta[5]
- Martes americana americana (Turton, 1806).[8] Nord-amèrica: l'est del Canadà, Maine, Nou Hampshire, Vermont, Nova York, Michigan, Wisconsin i Minnesota[5]
- Martes americana atrata (Bangs, 1897).[9] Nord-amèrica: Terranova[10]
- Martes americana caurina (Merriam, 1890).[11] Nord-amèrica[10]
- Martes americana humboldtensis (Grinnell i Dixon, 1926).[12] Nord-amèrica[10]
- Martes americana kenaiensis (Elliot, 1903).[13] Nord-amèrica: Península de Kenai[5]
- Martes americana nesophila (Osgood, 1901).[14] Nord-amèrica[10]
- Martes americana origensis (Rhoads, 1902).[15] Nord-amèrica[10]
- Martes americana sierrae (Grinnell i Storer, 1916).[16] Nord-amèrica[10]
- Martes americana vancourverensis (Grinnell i Dixon, 1926).[17] Nord-amèrica: illa de Vancouver.[5]
- Martes americana vulpina (Rafinesque, 1819).[18] Nord-amèrica[10][19]